# Partido Democrático Radical
El Partido Democrático Radical (en alemán: Radikaldemokratische Partei) fue un pequeño partido político en la etapa final de la República de Weimar que existió entre 1930 y 1933. Su ideología principal fue la democracia radical.
El RDP fue fundado el 30 de noviembre de 1930 en Kassel por disidentes del DDP que no aceptaron la transición al Partido del Estado Alemán (Deutsche Staatspartei). Algunos de sus miembros más famosos eran Ludwig Quidde y Hellmut von Gerlach. Los pacifistas eran apoyados por el ala izquierda de los Jóvenes Demócratas. El abogado de Berlin Willy Braubach fue votado como el presidente del partido. Su programa era pacifista y socioliberal.
El partido tenía sus bastiones en Berlín, el Ruhr, y el área de Núremberg-Fürth. El partido nunca logró un éxito político significante. Sólo en 1931, el partido estuvo en el parlamento del Estado Popular de Hesse, donde tuvo dos diputados (Julies Reiber y Johann Eberle). En las siguientes elecciones, el partido no logró mantener sus escaños, que había tenido porque antiguos miembros del DDP se habían convertido en miembros del RDP. El partido solamente obtuvo un 0,6% de los votos y ningún escaño. La participación en las elecciones federales del noviembre de 1932 se quedó sin éxito. Durante esta elección, el partido sólo obtuvo 3793 votos.
El partido fue disuelto en 1933 por el régimen nazi. Algunos de sus miembros trabajaron como políticos después de la guerra, como por ejemplo Erich Lüth, y Paul von Schoenaich.